# Traitement transactionnel en ligne
En informatique et plus particulièrement dans le domaine des bases de données, le traitement transactionnel en ligne (en anglais online transaction processing, abrégé en OLTP) est un type d'application informatique qui sert à effectuer des modifications d'informations en temps réel.

## Caractéristiques
Ce type d'application est utilisé dans des activités opérationnelles, typiquement des transactions commerciales (opérations bancaires, achats de biens, billets, réservations).
Ce type d'application se connecte à des bases de données en lecture et écriture.
Ce type d'application est typiquement opposé au traitement OLAP (pour online analytical processing ou traitement analytique en ligne) qui fonctionne en principe en lecture.